# I Really Want You
I Really Want You este cel de-al patrulea single din albumul secund al lui James Blunt, lansat în Marea Britanie pe 4 august 2008.

## Videoclip
Videoclipul piesei I Really Want You a fost regizat de Jim Canty. De asemenea, videoclipul figurează oameni, unii îmbrăcați în alb alții în haine închise la culoare, care mimează melodia, noaptea, în timp ce stau pe jos. Blunt apare și el în videoclip, îmbrăcat în alb la începutul piesei  și la sfârșitul ei și cântând aceași melodie împreună cu ceilalți.

## Track-listing
1. "I Really Want You" - 3:30

## Clasament
| Clasament (2007)       | Poziție vârf |
| ---------------------- | ------------ |
| Canadian Singles Chart | 75           |
| Clasament (2008)       | Poziție vârf |
| UK Singles Chart       | 171          |